# ناو کنیاو پاو

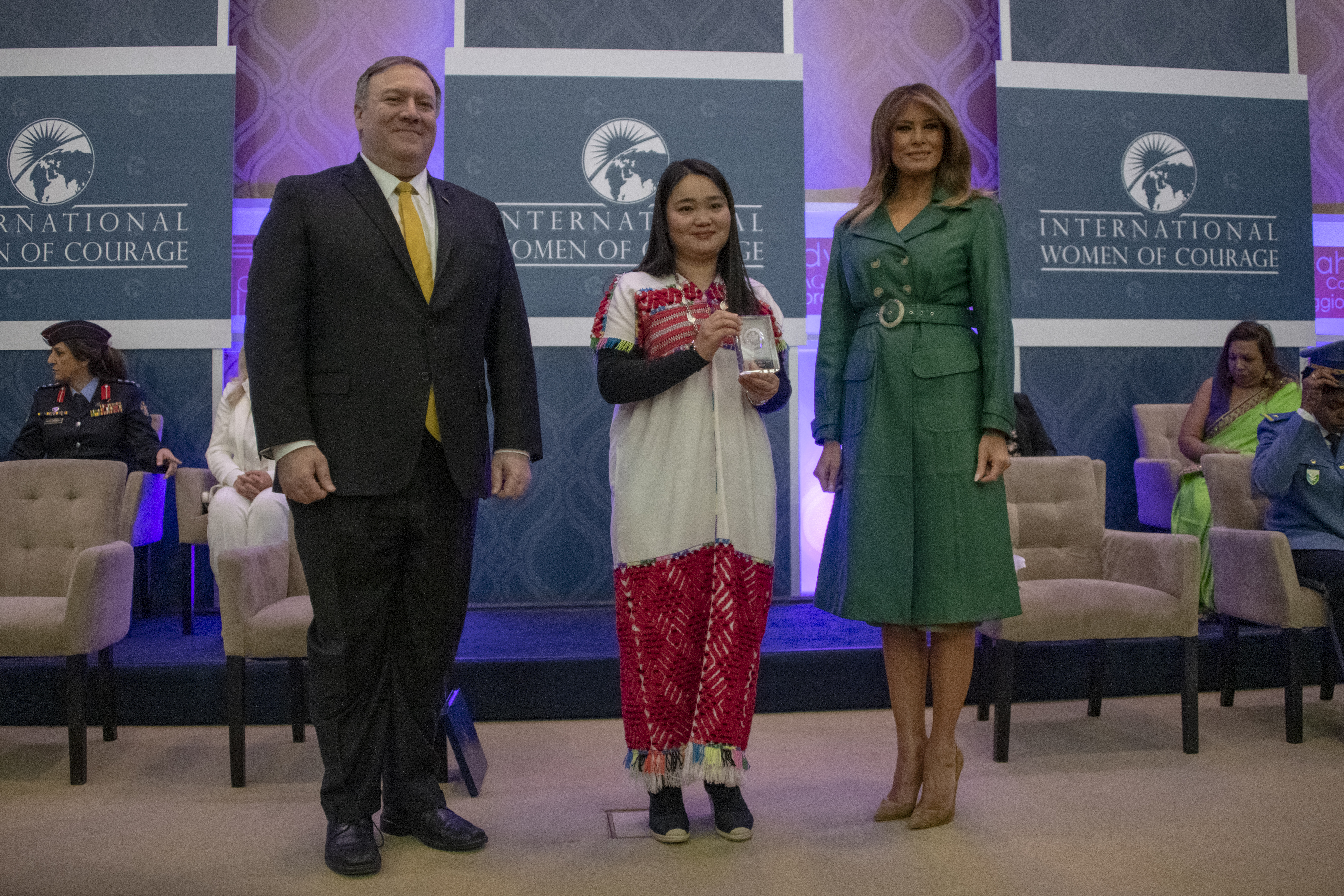
ناو کنیاو پا با مایکل آر. پمپئو وزیر امور خارجه سابق آمریکا و ملانیا ترامپ

ناو کنیاو پاو (انگلیسی: Naw K’nyaw Paw) فعال حقوق بشر اهل تایلند است و در میانمار فعالیت می‌کند. او همچنین برنده جایزه بین‌المللی زنان شجاع شده‌است.

## زندگی‌نامه
ناو کنیاو پاو در تایلند به دنیا آمد و در کودکی در یک اردوگاه پناهندگان بزرگ شد. خانواده او برای فرار از آزار و اذیت، مجبور به ترک خانه خود شدند. آنها به حدود ۱۱۰۰۰۰ نفر از مردم کارن ملحق شد که اکنون در هفت اردوگاه پناهندگان که در طول مرز تایلند و میانمار قرار دارند، زندگی می‌کنند.
او در جلسات شورای حقوق بشر سازمان ملل متحد و کمیسیون وضعیت زنان شرکت کرده‌است تا نگرانی‌های خود را در مورد وضعیت زنان و حقوق بومیان و پناهندگان در میانمار و در امتداد مرزها مطرح کند.